# Matangi

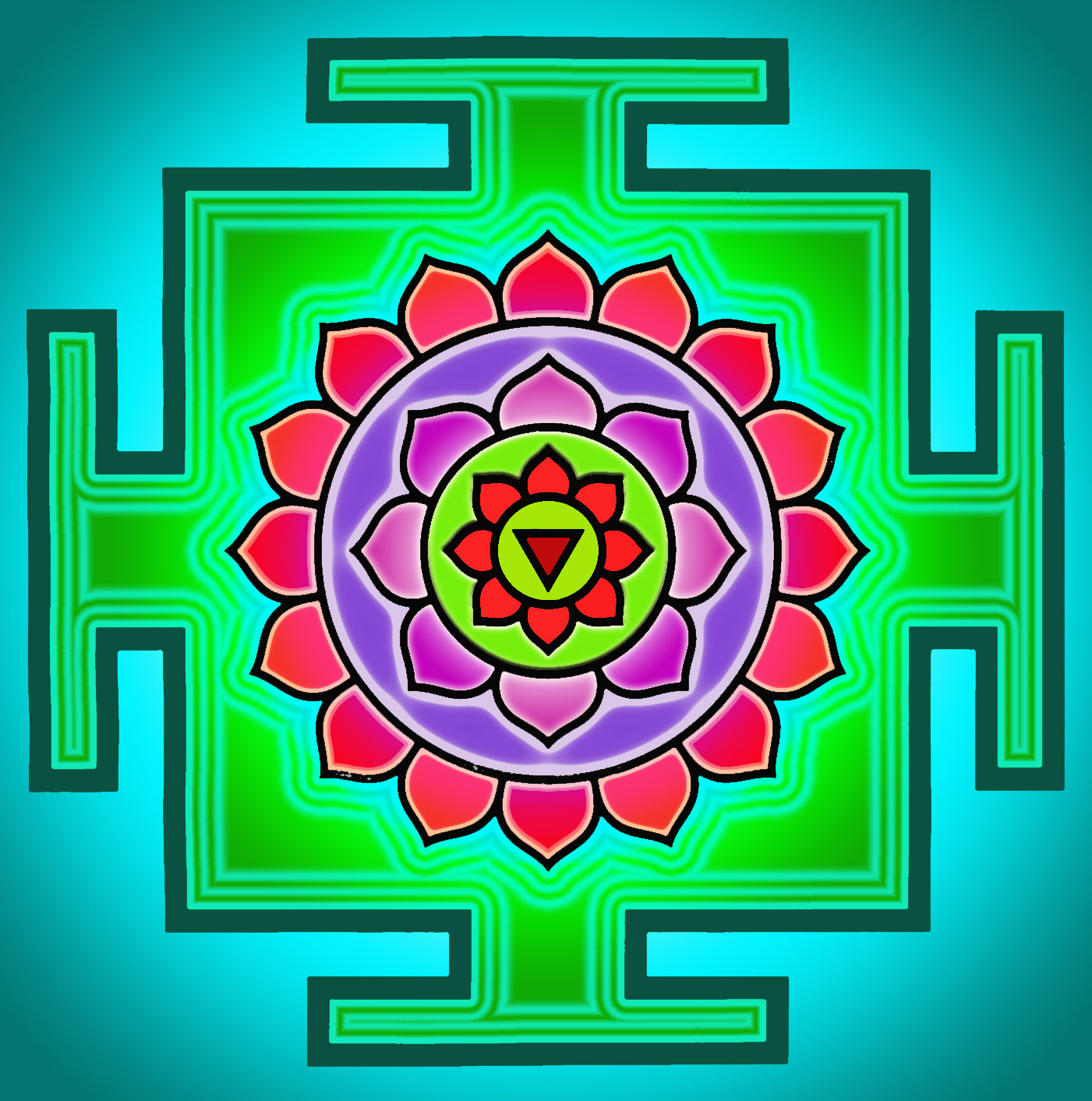
Matangi jantra

Matangi – hinduistyczna bogini nocy i ciemności, uosabiająca moc panowania. Jedna z bogiń mahawidja. Sprowadza na świat pokój, łagodność i pomyślność.